# Україна молода
«Украї́на молода́» — щоденна українська інформаційно-політична газета. Виходить чотири рази на тиждень. Редакція газети розташована у Києві. Головний редактор — Михайло Дорошенко, близький соратник та односелець третього президента України Віктора Ющенка. «Україна молода» входить до складу УАВПП.
Видання орієнтується на національно свідому українську аудиторію різного віку. Читацька аудиторія — особи віком від 16 до 60 років, з яких 64% працюють, серед 36 % незайняті студенти, домогосподарки, пенсіонери. Більшість читачів газети має середній рівень доходів. За статтю читачів 51% жінок та 49% чоловіків. Серед читачів видання 6,5% керівників, 18% — фахівців різних галузей, 27,4% — службовців, 27,8% — робітників, 20,3% — інших категорій.

## Історія
Газета заснована у липні 1991 року як молодіжне видання ЦК Компартії України (перший номер вийшов 4 липня 1991 року), однак уже в серпні 1991 р. газета стала незалежною, підтримавши незалежність України. Була створена у час коли вже виходила "орган ЦК ЛКСМУ" «Молодь України». По тому нетривалий час мала засновником Міністерство у справах молоді та спорту. Зараз існує у формі приватного підприємства. Власник і директор — Михайло Дорошенко.
На 2009 рік наклад газети становив 105 тисяч примірників. 
У лютому 2019 року видання змінило доменну адресу власного інтернет-сайту з «kiev.ua» на «kyiv.ua». Зміна здійснена у рамка світової кампанії Міністерства закордонних справ під назвою «#KyivNotKiev».

## Журналісти
У різний час в «УМ» працювали: Вахтанг Кіпіані, Роман Скрипін, Олег Єльцов, Ірина і Володимир Чемерис, Олена Зварич/Ліснича, Дмитро Лиховій, Леся Шовкун, Любов Янюк, Алла Єрьоменко, Юрій Куликов, Сергій Сай-Боднар (головний редактор у 1994—1995 рр.), Ярослав Тракало, Юрій Пригорницький, Мар'яна Олійник, Лариса Остролуцька, Мар'яна П'єцух, Дмитро Мосієнко, Борис Нартовський, Олена Нагорна (Сек), Андрій Сек, Марьяна Литвиненко, Сергій Литвиненко, Віктор Іванченко, Наталія Лебідь, Василь Неїжмак, Іван Крайній, Павло Кущ, Андрій/Тарас Багнюк, Олександр Гаврош, Михайло Бублик, Тарас Здоровило та ін.
Зараз[коли?] обличчя газети формують журналісти Валентина Самченко (заступник головного редактора), Ліна Тесленко (Кушнір), Іван Леонов, Юрій Патиківський, Алла Федорина, Сергій Довгаль, Лариса Салімонович, Світлана Мичко, Тарас Здоровило, художник Володимир Солонько та інші.

## Резонансні публікації та судові справи

### Публікація про передвиборчу кампанію Віктора Януковича
17 серпня 2004 року на шпальтах газети вийшла стаття «Бігморди» про рекламні щити кандидата у президенти Віктора Януковича. Видання, посилаючись на власні джерела, повідомило, що кількість білбордів з рекламою прем'єр-міністра досягає 3 000 одиниць по всій країні, ціна яких становить орієнтовно 450 доларів США за кожен, що разом становить майже 7 млн 200 тис. гривень.
У відповідь на скаргу довіреної особи Віктора Януковича Раїси Богатирьової ЦВК прийняла Постанову від 13 вересня 2004 року № 530, якою зобов'язала «Україну молоду» до 16 вересня спростувати інформацію про рекламні щити Януковича. Редакція видання заявила, що оскаржить рішення ЦВК у Верховному суді.
24 вересня 2004 року Верховний суд України ухвалив рішення за скаргою видання «Україна молода» на постанову ЦВК, у якому задовольнив вимоги газети. Згідно з рішенням суду, законодавство України «виключає можливість прийняття та розгляду ЦВК скарги довіреної особи кандидата на пост Президента України на дії чи бездіяльність ЗМІ, їх власників, посадових та службових осіб».

### Публікації про СБУ
2 червня 2006 року на сторінках газети з'явилася стаття під заголовком «На службу кланам i Москві здає Службу безпеки України її керівник Ігор Дріжчаний», де голова СБУ Ігор Дріжчаний звинувачувався у співпраці з російськими спецслужбами.
У відповідь на публікацію газети пресслужба СБУ назвала інформацію у ній неправдивою і наклепницькою, на що будь-яких коментарів від офіційних осіб служби не буде.
3 червня видання опублікувало статтю під назвою «Від Служби віє небезпекою...» з продовження матеріалу зі звинуваченнями СБУ у співпраці з Кремлем. Головний редактор видання Михайло Дорошенко заявив, що газета не відмовиться від опублікованої інформації і підтвердив факти зустрічей з керівництвом Секретаріату Президента, РНБО та СБУ й повідомив, що погодився передати для вивчення частину документів, на яких ґрунтувалися опубліковані в газеті матеріали.

### Суд з Олександром Морозом
8 липня 2006 року газета опублікувала статтю Дмитра Лиховія «Мороз у купальську ніч», а 26 липня того ж року — статтю Івана Леонова «Триста «лимонів» до скрині Мороза?», у яких йшлося про причетність Голови Верховної Ради Олександра Мороза до топкорупції та найбільших політичних скандалів. У відповідь на публікації Олександр Мороз подав позов до суду за наклеп.
26 жовтня 2006 року Шевченківський районний суд міста Києва задовольнив у повному обсязі позовні вимоги Олександра Мороза до газети «Україна молода». Сам спікер відмовився від свого права на матеріальну компенсацію від видання за заподіяну моральну шкоду.
У січні 2007 року Апеляційний суд міста Києва залишив у силі рішення Шевченківського районного суду про визнання публікацій «України молодої» про голову Верховної Ради Олександра Мороза наклепом.

### Публікація про біографію Святослава Піскуна
2 червня 2007 року на сторінках газети з'явилася стаття під назвою «Дозвольте представити: Фурман С. М., більш відомий як Піскун Святослав Михайлович», де, посилаючись на архівні документи, видання заявило, що у записі акту про народження Святослав Піскун був зареєстрований під прізвищем Фурман. На той час його мати Фурман Тайба Лейбівна, яка до шлюбу мала прізвище Святець, була одружена з Фурманом Рафаїлом Мойсейовичем. У 1965 році Піскун отримав дошлюбне прізвище матері Святець у зв'язку з її розлученням з Рафаїлом Фурманом. 5 червня 1969 року Святослав Святець отримав прізвище Піскун у зв'язку з оформленням батьківства Піскуном Михайлом Семеновичем. Всі ці дані Святослав Піскун приховав і не надав у власній біографії. Окрім того, в автобіографії він змінив матір Тайбу Лейбівну на Тетяну Леонідівну.
Як пізніше заявив заступник головного редактора видання Дмитро Лиховій матеріали для публікації отримані редакцією в СБУ. Однак речниця служби Марина Остапенко не підтвердила цього.

### Суд з Андрієм Портновим
У жовтні 2009 року Печерський районний суд міста Києва задовольнив позов члена фракції БЮТ Андрія Портнова до газети «Україна молода», яка опублікувала статтю про його причетність до діяльності рейдерського угрупування Олександра Капітонова і смерті прокурора Дніпропетровської області Володимира Шуби. У відповідь на це у Національній спілці журналістів України заявили про чергове посягання на професійні засади журналістики та свободу слова з боку депутата. А головний редактор видання Михайло Дорошенко повідомив, що «Україна молода» оскаржуватиме рішення в апеляційному суді.

### Порушення авторських прав
У листопаді 2011 року фотограф Максим Дондюк подав позов до суду на газету «Україна молода» через публікацію його фото з порушенням авторських прав з вимагою виплатити йому 9,6 тис. грн компенсації. Предметом позову стала публікація на першій шпальті газети світлини з військово-патріотичного молодіжного табору «Січ» у Криму. Фото було опубліковане без зазначення автора. У свою чергу весь фоторепортаж був оприлюднений Максимом Дондюком на спеціалізованому ресурсі, де на всіх знімках був зазначений копірайт та ім'я автора.
У січні 2012 року Шевченківський районний суд міста Києва задовольнив позов фотографа і зобов'язав видання сплатити 9,6 тис. грн компенсації, які й вимагав позивач. Також видання зобов'язувалося надрукувати на своїх сторінках повідомлення про факт порушення ним авторських прав.

### Суд з Віктором Медведчуком
6 листопада 2018 року видання опублікувало статтю генерала Григорія Омельченка «Хрестовий похід» Кремля: як Московія привласнила православ'я Київської Русі та чому не хоче його втрачати», де зокрема було згадано про те, що згідно з даними архівів СБУ Вадим Рабінович та Віктор Медведчук були агентами КДБ. Перший працював під псевдонімом «Жолудь», другий — «Соколовський». 
4 грудня 2018 року видання повідомило про отримання листа від адвоката Віктора Медведчука, де вимагається спростування інформації про те, що лідер руху «Український вибір» є «агентом КДБ під псевдонімом Соколовський». Як наголосила «Україна молода», таку інформацію оприлюднено у сотнях інтернет-джерел і редакція здивована тому, що така реакція на публікацію саме їхнього видання.
24 червня 2019 року Солом'янський районний суд міста Києва ухвалив рішення зобов'язати видання «Україна молода» спростувати твердження, що політик Віктор Медведчук був агентом КДБ, яке газета опублікувала на своїх сторінках.

### Агітація за Петра Порошенка
Напередодні президентських виборів 2019 року газета видала два спецвипуски з агітацією за Петра Порошенка. Наповнення спецвипусків мало переважно передрук матеріалів інших видань, блогів та публічних заяв, які агітували за Порошенка та проти Зеленського. Головний редактор Михайло Дорошенко прокоментував появу спецвипусків тим, що підтримка Петра Порошенка відповідає позиції газети та її читачів.